# David X. Cohen
David Samuel Cohen (n. 13 iulie 1966, New York City, New York, SUA), cunoscut sub numele David X. Cohen, este un scenarist american. Acesta a lucrat la serialele Beavis și Butt-head, Familia Simpson (scenarist), Futurama (scenarist, showrunner⁠(d) și producător executiv) și Disenchantment (producător).

## Biografie
David Samuel Cohen s-a născut în New York. Și-a schimbat inițiala numelui mijlociu odată cu debutul Futurama din cauza politicilor Sindicatului Scenariștilor Americani conform cărora era interzis ca doi sau mai mulți membri să aibă același nume. Ambii săi părinți au fost biologi, iar acesta și-a propus să devină om de știință, deși îi plăcea să scrie și să deseneze. Cohen este evreu.
Cohen a absolvit Liceul Dwight Morrow⁠(d) din Englewood, New Jersey⁠(d). Acesta scria rubrica umoristică a ziarului liceului și era membru al echipei de matematică. Cohen a absolvit Universitatea Harvard cu o licență⁠(d) în fizică și Universitatea din California, Berkeley cu un master⁠(d) în informatică. La Harvard, a fost președinte al revistei de umor The Harvard Lampoon⁠(d).
În perioada liceului, Cohen a scris în limbajul de asamblare MOS 6502⁠(d) un compilator Apple II și un joc video; a încercat fără succes să-l publice pe cel din urmă prin intermediul companiei Broderbund⁠(d). Cea mai cunoscută publicație academică a lui Cohen tratează problema pancake sorting⁠(d).

## Cariera
După trei ani de studii, Cohen și-a luat concediu și a început să scrie scenarii de televiziune. În 1992, acesta a ajuns să scrie două dintre cele mai vechi episoade ale serialului Beavis și Butt-Head. În 1993, Cohen a ajuns în echipa de scriitori ai Familiei Simpson, contribuind la scenariile a treisprezece episoade. Cinci ani mai târziu, acesta și Matt Groening au creat Futurama; a fost responsabil de scrierea a șapte episoade și a fost producător executiv, prim-scenarist și showrunner al serialului. Cohen a câștigat patru Premii Primetime Emmy⁠(d): două pentru Futurama și două pentru Familia Simpson.

### Futurama
Cohen a dezvoltat Futurama împreună cu Matt Groening, creatorul Familiei Simpson. Pe lângă funcțiile de producător și scenarist, acesta a fost și regizor de dublaj pentru jocul video Futurama⁠(d). După ce a studiat genul științifico-fantastic timp de câțiva ani, Groening s-a întâlnit cu Cohen în 1997, iar cei doi au dezvoltat Futurama, un serial animat despre viața în anul 3000. Până la prezentarea proiectului celor din compania Fox în aprilie 1998, aceștia au creat mai multe personaje și povești. Conform lui Groening, promovarea serialului a fost „de departe cea mai proastă experiență din viața sa de adult”. Acesta a avut premiera pe 28 martie 1999.
Patru ani mai târziu, Futurama a fost anulat de Fox. Totuși, ca urmare a încasărilor obținute din vânzarea de DVD-uri și a ratingurile stabile pe Comedy Central, au fost inițiate negocieri pentru drepturile de redifuzare a serialului, Fox sugerând inclusiv posibilitatea ca noi episoade să fie produse. Când Comedy Central s-a angajat să realizeze șaisprezece episoade noi, patru filme direct-pe-DVD au fost produse: Bender's Big Score⁠(d) (2007), The Beast with a Billion Backs⁠(d) (2008), Bender's Game⁠(d) (2008) și Into the Wild Green Yonder⁠(d) ( 2009). Deoarece nu erau programate alte proiecte Futurama, filmul Into the Wild Green Yonder a fost conceput ca episod final. Cu toate acestea, Groening a menționat că dorește să continue franciza sub o altă formă. Într-un interviu pentru CNN, Groening a declarat că „avem o relație grozavă cu Comedy Central și ne-ar plăcea să producem mai multe episoade pentru ei, dar nu știu...”.
Comedy Central a preluat serialul pentru 26 de episoade noi care au început să fie difuzate la jumătatea anului 2010.
Cohen a declarat pentru Newsday în august 2009 că „nu pot garanta că vor fi 26 [de episoade]. Dar cred că sunt șanse mari să fie exact 26. Compania Fox a fost precaută în privința asta, chiar și pe plan intern. Dar nu suntem prea îngrijorați. Mergem înainte”. Acesta are câteva roluri cameo în episoadele „A Bicyclops Built for Two⁠(d)” și „I Dated a Robot⁠(d)”.

## Schimbarea numelui
Când serialele animate FOX din intervalul de maximă audiență s-au sindicalizat în 1998, Cohen a fost obligat să folosească un alt nume pentru activitățile profesioniste, deoarece exista deja un alt membru menționat sub numele David S. Cohen (care a lucrat la Curaj, câinele cel fricos). Writers Guild of America⁠(d) nu le permite membrilor săi să folosească același nume în generic. În loc să-și folosească al doilea prenume, Cohen a ales inițiala „X”, deoarece suna „științifico-fantastic”, și a declarat în glumă că publicul l-ar ține minte mai ușor datorită inițialei.

## Filmografie

### Disenchantment
- „For Whom the Pig Oinks” (2018)
- „Stairway To Hell” (2019)

### Futurama
- „Space Pilot 3000” (cu Matt Groening) (1999)
- „Xmas Story” (1999)
- „Anthology of Interest I” (Partea a III-a) (2000)
- „The Day the Earth Stood Stupid” (cu Jeff Westbrook) (2001)
- „Anthology of Interest II” (Partea a II-a) (2002)
- „The Why of Fry„ (2003)
- Bender's Big Score (cu Ken Keeler) (2008)
- The Beast with a Billion Backs (cu Eric Kaplan) (2008)
- Bender's Game (ambele povestiri) (2009)
- Into the Wild Green Yonder (cu Ken Keeler; Părțile 1 & 4) (2009)
- „Rebirth⁠(d)” (2010)
- „Free Will Hunting” (2012)

### Familia Simpson
- „Treehouse of Horror V" („Nightmare Cafeteria") (1994)
- „Lisa the Vegetarian" (1995)
- "Treehouse of Horror VI" („Homer3") (1995)
- „22 Short Films About Springfield" (contribuitor) (1996)
- „Much Apu About Nothing" (1996)
- „Treehouse of Horror VII" („Citizen Kang") (1996)
- „The Itchy & Scratchy & Poochie Show" (1997)
- „The Simpsons Spin-Off Showcase" („Chief Wiggum, P.I.") (1997)
- „Treehouse of Horror VIII" („Fly vs. Fly") (1997)
- „Lisa the Skeptic" (1997)
- „Das Bus" (1998)
- „Bart the Mother" (1998)
- „Treehouse of Horror IX" („Starship Poopers") (1998)
- „Podcast News" (2020)

Cohen este considerat inventatorul cuvântului „cromulent⁠(d)” (i.e. „valid” sau „acceptabil”) utilizat în episodul „Lisa the Iconoclast⁠(d)” din Familia Simpson. Mai târziu, cuvântul a fost introdus în Dicționarul Webster⁠(d).

### Beavis și Butt-head
- „Couch Fishing"[26]
- „Plate Frisbee"